# 烏斯季阿巴坎區

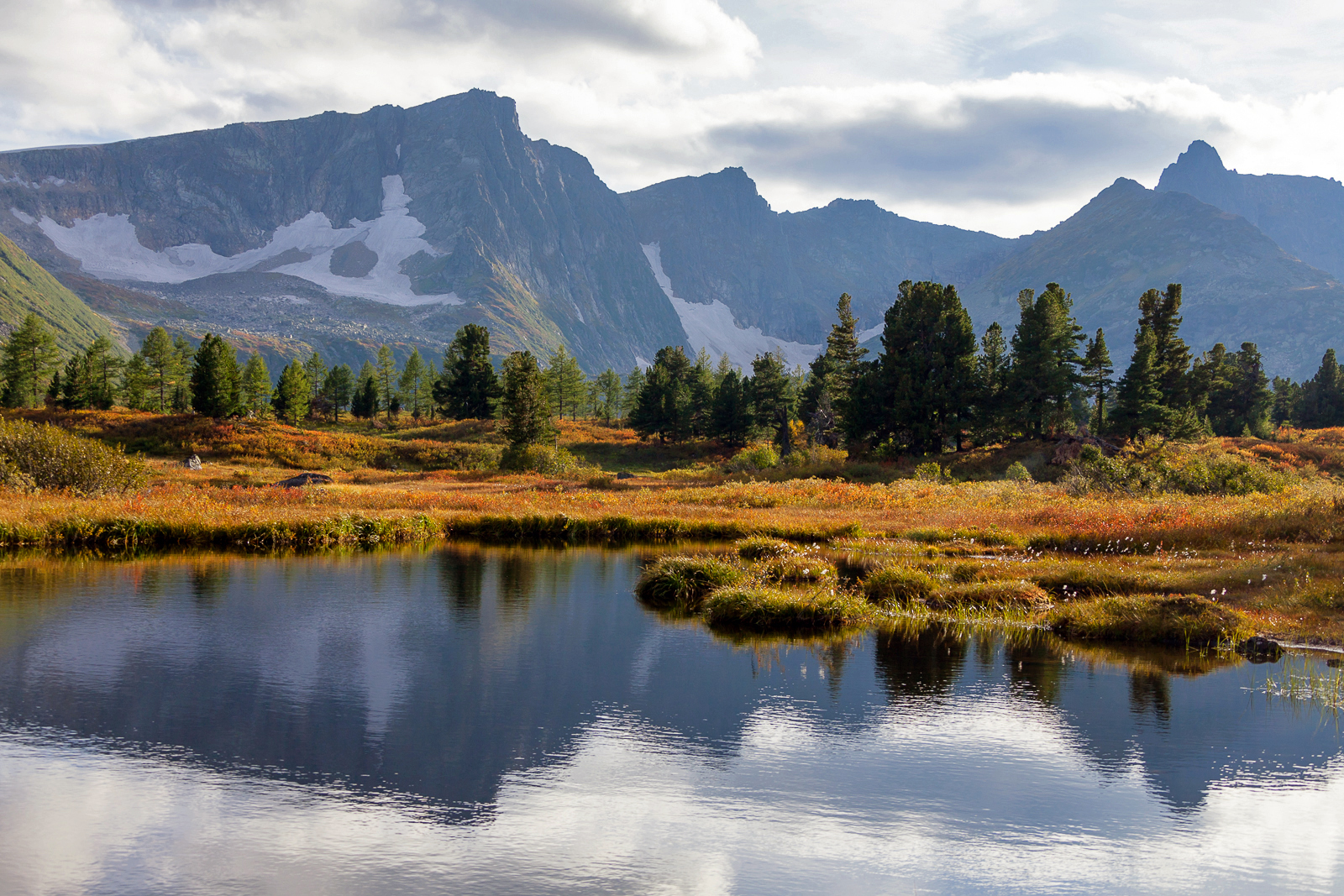

53°49′19″N 89°13′08″E / 53.822°N 89.219°E
烏斯季阿巴坎區（俄语：Усть-Абаканский район），是俄羅斯的一個區，位於該國南部，由哈卡斯共和國負責管轄，面積8,880平方公里，2010年人口39,397，人口密度每平方公里4.44人。